# Hermanniella orbiculata
Hermanniella orbiculata är en kvalsterart som beskrevs av Hammer 1979. Hermanniella orbiculata ingår i släktet Hermanniella och familjen Hermanniellidae. Inga underarter finns listade i Catalogue of Life.